# Sestrica Mala (Rivanj)
Mala Sestrica je nenaseljeni otočić u hrvatskom dijelu Jadranskog mora. Na otočiću se nalazi svjetionik "Otočić Tri Sestrice – Rivanj".
Njegova površina iznosi 0,034 km². Dužina obalne crte iznosi 0,73 km.